# Квеленков Юрій Олександрович
Ю́рій Олекса́ндрович Квеленко́в (нар. 18 січня 1959, Київ) — український продюсер, співак, підприємець, громадський діяч, народний артист України (2019). На фото з мамою Квеленковою Людмилою Пилипівною.

## Життєпис
1983 — закінчив оркестровий факультет Вільнюської консерваторії (клас тромбона Й. Манжуха).
1987 — закінчив юридичний факультет Київського університету ім. Т. Г. Шевченка.
1981—1989 — керівник естрадного оркестру Київського університету.
1995—2006 — продюсер співачки Катерини Бужинської.
Від 2006 — продюсер співачки Наталії Бучинської.
Від 2008 — продюсер співака Миколи Гнатюка.
Від 2010 — продюсер дуету «Світязь».
1991 — засновник музичної фірми «Майстер саунд» (1991), яка зокрема займалася реконструкцією звукового обладнання Палацу «Україна» в Києві в 1995—1997 роках.
Від 2000 — керівник департаменту культури і мистецтв Міжнародного комітету захисту прав людини.
Від 2017 — директор Обухівського районного центру культури і дозвілля (РЦКіД) Київської області.

## Визнання
- 1975—1979 — лауреат міжнародних та всесоюзних конкурсів артистів естради у складі оркестру «У нас, молодих» під керівництвом М. Вільдмана
- 2001 — Гран-прі міжнародного фестивалю «На хвилях Світязя» (с. Світязь Шацького району Волині).
- 2009 — заслужений діяч мистецтв України[4]
- 2017 — Орден «За заслуги» III ступеня[5]
- 2019 — народний артист України[1]